# Euphorbia ellipsifolia
Euphorbia ellipsifolia là một loài thực vật có hoa trong họ Đại kích. Loài này được Gilli mô tả khoa học đầu tiên năm 1981.